# Radim Valík
Radim Jan Valík OSB (* 8. května 1931, Třebíč) je český benediktinský kněz a jeden z představitelů českého tradičního katolicismu. Nyní žije v Emauzském klášteře v Praze.

## Život

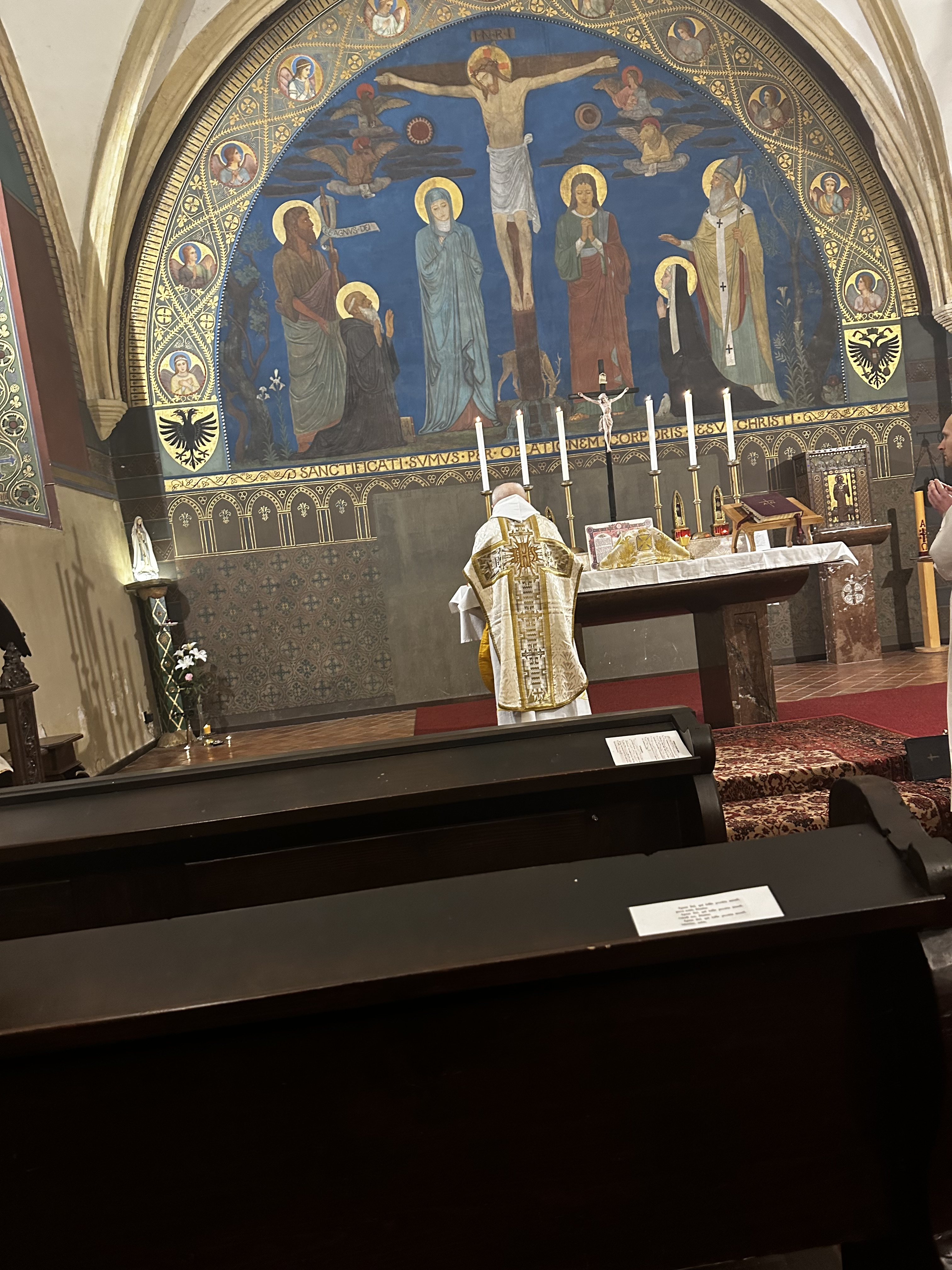
P. Valík celebruje mši svatou v tradičním římském ritu v císařské kapli v Emauzech (2023)

V šestnácti letech, v roce 1947, vstoupil do břevnovského kláštera v Praze. Po maturitě se měl připravovat na kněžství studiem teologie v Belgii, z politických důvodů mu však nebylo umožněno vycestovat. Opat Anastáz Opasek mu proto vyjednal studium u dominikánů v Olomouci. Zde prožil Radim Valík Akci K, během které byl internován v Hájku u Prahy. Krátce byl nasazen na nucené práce při stavbě přehrady Klíčava, po propuštění a návratu do Třebíče se živil jako prodavač a varhaník. Několik let pracoval u železnice.
V šedesátých letech 20. století se dostal do kněžského semináře v Litoměřicích. V roce 1969 se mu podařilo emigrovat do NSR, kde studia dokončil a byl vysvěcen. V  letech 1972–1978 působil v různých farnostech v Německu, v letech 1978–1990 byl pověřen pastorací české exilové komunity v okolí Stuttgartu.
Po návratu do vlasti byl administrátorem opatství a farářem farnosti Rajhrad (1990–1997) a farářem farnosti Počaply. Počapelskou farnost spravoval 16 let. V roce 2002 se zapojil do pomoci obětem záplav na Litoměřicku, i když i v Počaplech velká voda vyplavila kostel a faru. Vedle farní duchovní správy byl rovněž pověřen duchovní službou v litoměřické vazební věznici a také vypomáhal v duchovní službě pacientům v litoměřickém hospici.
Roku 2009 celebroval biskup Baxant na jeho žádost v Počaplech jako první český biskup po více než 40 letech pontifikální tridentskou mši 

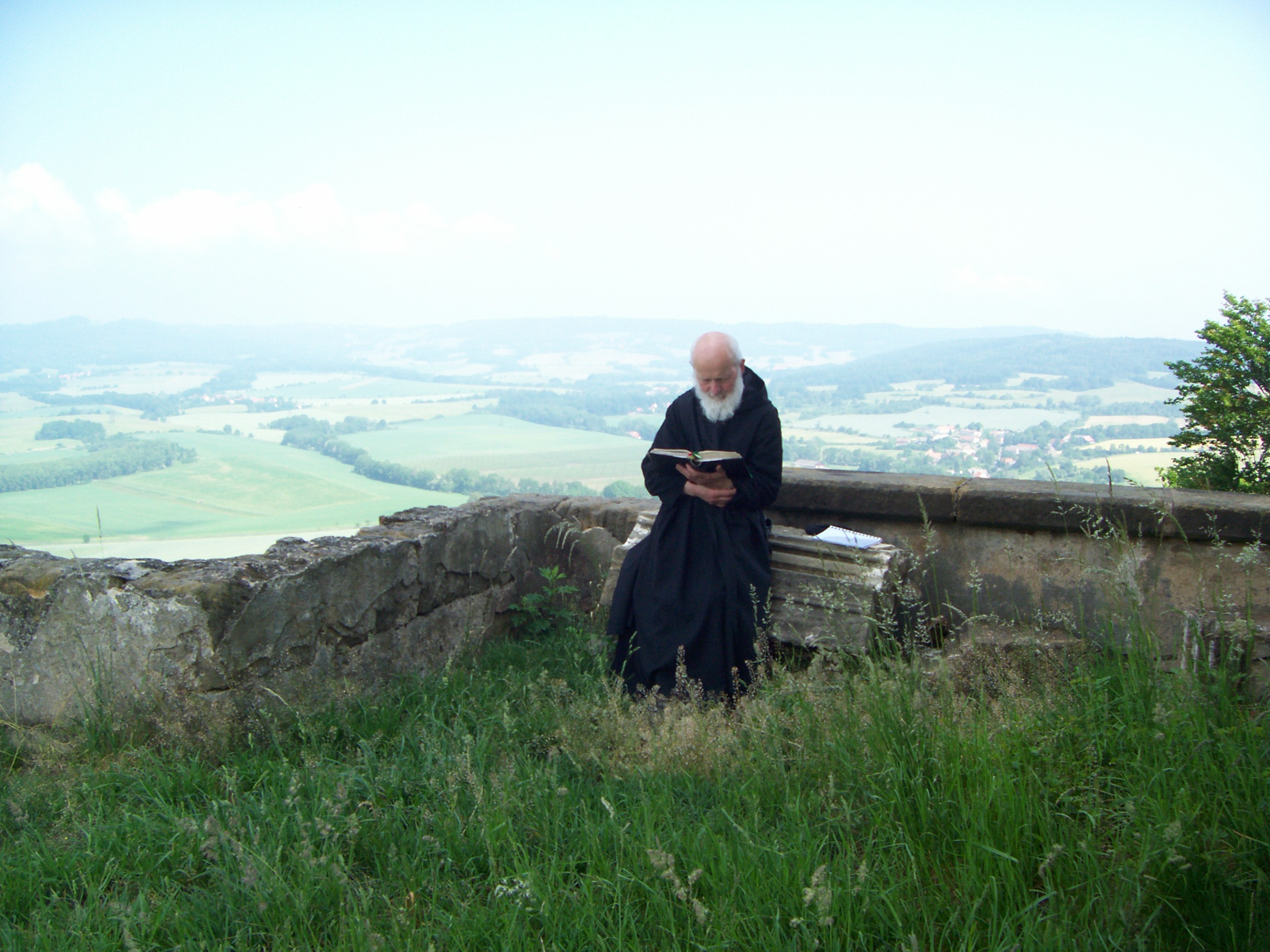
P. Radim Valík na Ostrém u Úštěku

 V letech 2013–2017 působil jako jeden ze spirituálů v semináři Kněžského bratrstva svatého Petra ve Wigratzbadu. Po návratu se souhlasem svých představených se přesunul do pražského Emauzského opatství, kde posílil místní benediktinskou komunitu (při zachování slibu stability pro arciopatství v Břevnově).

## Publikační činnost
Po dobu svého působení v Počáplech u Terezína vydával farní zpravodaj s názvem Kontakty. K výročí Emauz v roce 2017 připravil jako soukromý tisk informační brožuru o historii opatství, která se zdarma rozdávala účastníkům slavnostní výroční Mše svaté 22. listopadu 2017, zbytek výtisků byl v následujícím roce rozdán účastníkům Noci kostelů v emauzském opatském kostele.